# Alda Bernardes
Alda Bernardes (Resende, 27 de novembro de 1925 - Itatiaia, 07 de Junho de 2013), foi uma fisioterapeuta, historiadora e benemérita brasileira. 
Aposentada, retornou em 1982 para a cidade, onde articulou o movimento pela emancipação de Itatiaia, que conseguiu se emancipar de Resende. Foi também fundadora da Academia Itatiaiense de História - ACIDHIS em 1992. Veio a falecer em Itatiaia em 07 de Junho de 2013.

## Homenagens Póstuma
Após seu falecimento foi homenageada pela Prefeitura Municipal de Itatiaia, nomeando o principal acesso ao novo Polo Industrial de Itatiaia. A Avenida Industrial Alda Bernardes de Faria e Silva